# Bataille de Pustertal
Rébellion du Tyrol
Batailles
- Axams
- Sterzing
- Innsbrück
- Kufstein
- Volano
- Lofer
- Waidring
- Wörgl
- Strass im Zillertal
- 1re Bergisel
- 2e Bergisel
- Franzensfeste
- Pontlatzer Brücke
- 3e Bergisel
- Unken
- Lueg
- Hallein
- Melleck
- 4e Bergisel
- Pustertal
- Meran
- Sankt Leonhard in Passeier

La bataille de Pustertal se déroule le 8 novembre 1809 lors de la rébellion du Tyrol. Elle s'achève par la victoire des Français qui repoussent une attaque des insurgés dans le Val Pusteria.

## Déroulement
Le 8 novembre, les Tyroliens tentent une attaque contre l'avant-garde franco-italienne dans le Val Pusteria, mais ils sont repoussés. Les pertes franco-italiennes sont de 31 soldats tués et de 116 soldats et 18 officiers blessés.